# 시칠리아인
시칠리아인(시칠리아어: Siciliani)은 지중해에서 가장 큰 섬인 시칠리아섬에 거주하며 로망스어군 계열의 언어인 시칠리아어를 사용하는 민족이다.

## 같이 보기
- 몰타인